# Minilimosina egena
Minilimosina egena är en tvåvingeart som beskrevs av Rohacek 1992. Minilimosina egena ingår i släktet Minilimosina och familjen hoppflugor.
Artens utbredningsområde är Schweiz. Inga underarter finns listade i Catalogue of Life.